# 4214 Veralynn
4214 Veralynn este un asteroid din centura principală, descoperit pe 22 octombrie 1987 de Liudmila Juravliova.